# Henry Moseley
|  | Per a altres significats, vegeu «Henry Moseley (desambigüació)». |

Henry Gwyn Jeffreys Moseley (Weymouth, Dorset, 23 de novembre de 1887 – Gallipoli, Imperi Otomà, 10 d'agost de 1915) fou un físic anglès. La seva principal contribució a la ciència fou la justificació quantitativa del concepte del nombre atòmic en la Llei de Moseley, en química avançada proporcionà bases fonamentals al model de Bohr definit amb detall per Ernest Rutherford/Antonius Van den Broek dient que els nuclis atòmics contenen càrregues positives iguals al seu nombre atòmic.

## Biografia

### Educació
Moseley va néixer a Weymouth, a la costa sud d'Anglaterra l'any 1887. El seu pare fou un naturalista, professor d'Anatomia a Oxford, i membre de la Challenger Expedition. Durant la seva edat escolar fou al Eton College, i el 1906 entrà al Trinity College d'Oxford, de la Universitat de la mateixa ciutat. Per a la graduació, el 1910, anà a la Universitat de Manchester, per treballar amb Ernest Rutherford. Durant aquest primer any a Manchester, tingué una càrrega lectiva completa, però després d'aquest any començà a tenir cada cop més temps per dedicar-se a la investigació.

### Descobriments
L'any 1913, mitjançant l'ús de l'espectre electromagnètic en la banda dels rajos X, aconseguí fer difracció en cristalls, trobant d'aquesta forma una relació sistemàtica entre la longitud d'ona i el nombre atòmic: la denominada Llei de Moseley. Abans d'aquest descobriment, nombres atòmics o nombres elementals eren nombres sencers en una seqüència donada per la massa atòmica i que donava la impressió de ser semi-arbitrària, ja que l'ordre seqüencial es veia a vegades alterat quan per exemple Dmitri Mendeléiev posava un element en un lloc apropiat de la taula periòdica. Per exemple, el cobalt i el níquel foren assignats als nombres atòmics 27 i 28 respectivament, basant-se en les seves respectives propietats químiques, encara que tenen masses atòmiques similars (de fet, la massa atòmica del cobalt és major que la del níquel, lo que faria que el seu nombre atòmic fossi al revés 28 i 27). Els experiments de Moseley van poder determinar científicament la raó per la qual el cobalt i el níquel posseeixen els nombres atòmics 27 i 28 encara que qualsevol anomalia fes pensar el contrari. Mostrà que els nombres atòmics són una seqüència no-arbitrària i que està sustentada sobre una base científica.
A més, Moseley mostrà que hi havia buits en la sèrie de nombres atòmics dels elements químics coneguts a l'època, els nombres 43, 61 i 75 (eren desconeguts en temps de Moseley i corresponien a elements radioactius que no es trobaven de manera natural i eren: tecneci i prometi, i l'últim dels elements descoberts a la naturalesa: el reni. Mendeléiev va preveure amb anterioritat el tecneci, i Bohuslav Brauner el prometi; Moseley només confirmà les prediccions, va predir un altre element no descobert entre l'alumini i l'or, i declarà que la taula periòdica faltava a partir d'aquell moment de buits.

### Període de Guerra
L'any 1914 es retirà de Manchester per tornar a Oxford amb l'objectiu de continuar en la seva carrera d'investigació, però la Primera Guerra Mundial canvià els seus propòsits i s'allistà a la divisió de Royal Engineers. Fou destinat a Gallípoli (lloc on se celebrà la batalla de Gallípoli) i fou mort per un franctirador l'any 1915 (la causa fou un tret al cap quan estava telegrafiant una ordre). Molts historiadors especulen que hauria d'haver guanyat un Premi Nobel, però això és impossible, ja que aquest premi només és concedit a investigadors vius. S'ha especulat que la causa de la mort de Moseley és la raó per la qual el govern anglès durant la Segona Guerra Mundial i en l'actualitat prohibeix l'allistament de científics a l'exèrcit en època de guerra.
La mort de Moseley arribà quant tenia només 27 anys. El científic, en opinió de molts altres, podria haver contribuït al coneixement de més detalls de l'estructura de la matèria si hagués viscut més temps. Com va dir Niels Bohr l'any 1962, "Pots veure avui dia que el treball de Rutherford sobre el nucli atòmic no hauria estat pres en consideració. Tampoc l'hauríem entès avui dia sense les investigacions de Moseley".